# 布萊爾·亞當斯
布萊爾·亞當斯（英語：Blair Adams；1991年9月8日—）是一位英格蘭足球運動員。在場上的位置是左後衛。他現在效力於英格蘭北部超級聯賽俱樂部South Shields。他出身自桑德蘭足球俱樂部的青訓營。

## 外部連結
- 足球数据库：布萊爾·亞當斯的球员统计数据